# Cautires

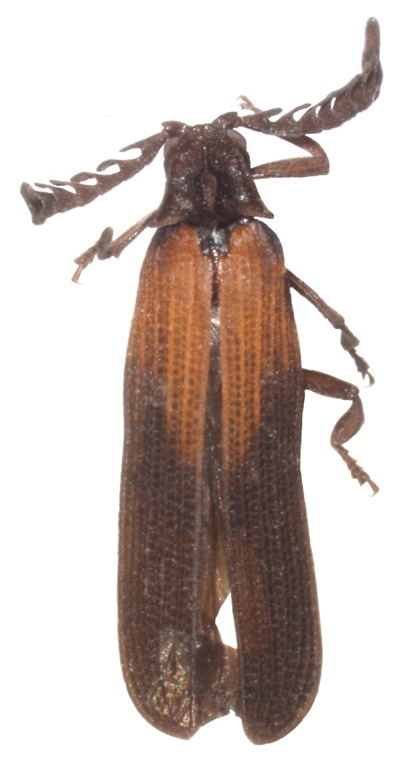
Cautires obsoletus

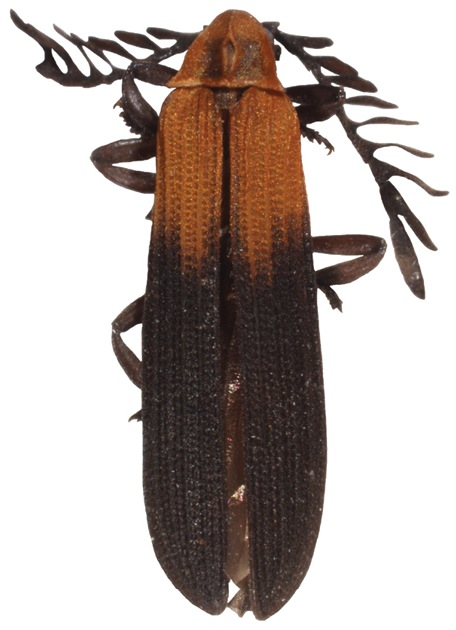
Cautires sukosarensis

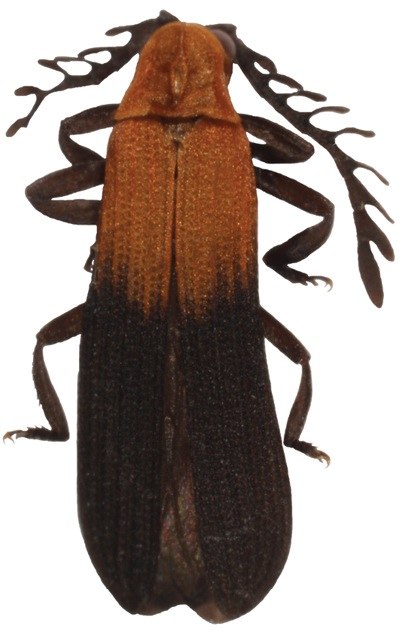
Cautires taoi

Cautires – rodzaj chrząszczy z rodziny karmazynkowatych i podrodziny Lycinae.

## Morfologia
Chrząszcze o średnich rozmiarów grzbietobrzusznie spłaszczonym i słabo zesklerotyzowanym ciele. Czułki u samic są ostro piłkowane, zaś u samców niemal zawsze blaszkowate, przy czym blaszki mogą być czasem krótkie. Często mają ubarwienie jaskrawe, ostrzegawcze, ale niektóre są całkiem czarne lub brązowe. Przedplecze podzielone jest zwykle listewkami (żeberkami) na siedem komórek (areoli), rzadziej część listewek zanika i liczba komórek zmniejsza się, np. do pięciu. Boczne brzegi przedplecza są zwykle wyniesione. Pokrywy mają po cztery żeberka podłużne pierwszorzędowe i po pięć żeberek podłużnych drugorzędowych. Ponadto między tymi żeberkami występują żeberka poprzeczne, dzieląc również powierzchnię pokryw na komórki (areole). Genitalia samicy odznaczają się obecnością nieparzystego gruczołu w pochwie. Genitalia samca mają kolistą fallobazę oraz lancetowate prącie (fallus) z endofallusem (woreczkiem wewnętrznym) zaopatrzonym w parę sierpowatych cierni.
Larwy charakteryzują się stykającymi się ze sobą tergitami.

## Rozprzestrzenienie
Owady te występują głównie w krainie orientalnej. Szczególnie dużą różnorodność gatunkową osiągają na obszarze Azji Południowo-Wschodniej.

## Taksonomia
Rodzaj ten wprowadzony został w 1879 roku przez Charlesa Owena Waterhouse’a wraz z rodzajem Bulenides. Odrębność obu taksonów Waterhouse wskazał już rok wcześniej, nie nadając im jednak wówczas nazw. W 1891 roku Jules Bourgeois dokonał formalnego wyznaczenia gatunków typowych obu rodzajów. W 2010 roku Pavla Dudkova i Ladislav Bocák zsynonimizowali Bulenides z rodzajem Cautires.
Cautires należy do najbardziej różnorodnego gatunkowo plemienia karmazynkowatych, Metriorrhynchini, a w jego obrębie do podplemienia Cautirina. Najbliżej spokrewniony jest z rodzajem Xylobanus. Tak jak inne Metriorrhynchini, przedstawiciele rodzaju Cautires, mimo zdolności do lotu, cechują się tendencją do pozostawania w niższych partiach lasów, co skutkuje niską siłą dyspersyjną. W połączeniu z zasiedlaniem lasów deszczowych na terenach górzystych skutkuje to niewielkimi zasięgami i wysokim stopniem endemizmu poszczególnych gatunków. Częściowo na wysoki endemizm wpływa także ich aposematyczne ubarwienie.
Rodzaj ten obejmować może nawet setki gatunków. Do tych już opisanych należą m.in.

- Cautires adventicius (Kleine, 1926)[4]
- Cautires adumbratus (Kleine, 1926)[4]
- Cautires africanus Dudkova et Bocak, 2010[4]
- Cautires alexae Jiruskova, Motyka et Bocak, 2016[2]
- Cautires andujari Jiruskova, Motyka et Bocak, 2016[2]
- Cautires apicalis (Pic, 1925)[1][4]
- Cautires arens (Kleine, 1926)[4]
- Cautires argilosus (Kleine, 1926)[4]
- Cautires aridus (Kleine, 1926)[4]
- Cautires arribasae Jiruskova, Motyka et Bocak, 2016[2]
- Cautires ater (Pic, 1921)[4]
- Cautires aterrimus (Kleine, 1926)[4]
- Cautires atropunctatus (Pic, 1925)[4]
- Cautires basalis (Pic, 1925)[4]
- Cautires basilanus (Pic, 1925)[4]
- Cautires berembanensis Jiruskova, Motyka et Bocak, 2016[2]
- Cautires bicoloratus (Kleine, 1930)[4]
- Cautires bolavensis Dudkova et Bocak, 2010[4]
- Cautires borneensis Dudkova et Bocak, 2010[4]
- Cautires campestris Jiruskova, Motyka et Bocak, 2016[2]
- Cautires coccineus (Kleine, 1930)[2]
- Cautires cognatus (Bourgeois, 1883)[4]
- Cautires communis Jiruskova, Motyka et Bocak, 2016[2]
- Cautires congoensis Dudkova et Bocak, 2010[4]
- Cautires corporaali (Pic, 1921)[4]
- Cautires dembickyi Dudkova et Bocak, 2010[4]
- Cautires dubius (Waterhouse, 1878)[4]
- Cautires duplicatus (Kleine, 1928)[4]
- Cautires flavoreticulatus (Kleine, 1932)[4]
- Cautires fruhstorferi Dudkova et Bocak, 2010[4]
- Cautires griseus Kleine, 1930[2]
- Cautires hergovitsi Dudkova et Bocak, 2010[4]
- Cautires imitator (Kleine, 1930)[2]
- Cautires indus (Kirsch, 1875)[2]
- Cautires inhumeralis (Pic, 1921)[4]
- Cautires jasarensis Jiruskova, Motyka et Bocak, 2016[2]
- Cautires javanicus (Bourgeois, 1883)[4]
- Cautires jendeki Dudkova et Bocak, 2010[4]
- Cautires johannesi Dudkova et Bocak, 2010[4]
- Cautires katarinae Jiruskova, Motyka et Bocak, 2016[2]
- Cautires kinabalensis Dudkova et Bocak, 2010[4]
- Cautires kirstenae Jiruskova, Motyka et Bocak, 2016[2]
- Cautires kotatinggensis Jiruskova, Motyka et Bocak, 2016[2]
- Cautires kundratai Dudkova et Bocak, 2010[4]
- Cautires linardi Jiruskova, Motyka et Bocak, 2016[2]
- Cautires lineatus (Pic, 1921)[4]
- Cautires longeareolatus (Kleine, 1936)[4]
- Cautires longissimus (Pic, 1921)[4]
- Cautires lyciformis (Kleine, 1932)[4]
- Cautires malayensis (Kleine, 1930)[2][4]
- Cautires maseki Jiruskova, Motyka et Bocak, 2016[2]
- Cautires matsudai Dudkova et Bocak, 2010[4]
- Cautires nebulosus (Kleine, 1930b)[2]
- Cautires nervosus Kleine, 1926[2]
- Cautires nigricolor (Pic, 1925)[4]
- Cautires nigromaculatus (Pic, 1925)[4]
- Cautires obsoletus (Waterhouse, 1878)[1]
- Cautires pahangensis Jiruskova, Motyka et Bocak, 2016[2]
- Cautires pauperulus (Bourgeois, 1883)[2]
- Cautires papuanus (Kleine, 1935)[4]
- Cautires paraimitator Jiruskova & Bocak, 2015[2]
- Cautires parallelus Jiruskova & Bocak, 2015[2]
- Cautires pauper (Waterhouse, 1878)[4]
- Cautires philippinensis (Kleine, 1930)[4]
- Cautires pseudoapicalis Dudkova et Bocak, 2010[4]
- Cautires pudicus (Kleine, 1931)[4]
- Cautires purpureus (Pic, 1922)[4]
- Cautires regalis Kleine, 1929[4]
- Cautires renatae Jiruskova, Motyka et Bocak, 2016[2]
- Cautires reverandi Pic, 1925[2]
- Cautires reticulatus (Kleine, 1930)[4]
- Cautires rianganus (Pic, 1925)[4]
- Cautires selangorensis Kleine, 1930[2][4]
- Cautires sijthoffi (Kleine, 1926)[4]
- Cautires simillimus Kleine, 1926[2]
- Cautires singularithorax (Pic)[1]
- Cautires slamatensis Dudkova et Bocak, 2010[4]
- Cautires socius (Kleine, 1935)[4]
- Cautires sundaicus Dudkova et Bocak, 2010[4]
- Cautires sukosarensis (Bocak, 2012)[1]
- Cautires tanahratensis Jiruskova & Bocak, 2015[2]
- Cautires taoi (Bocak, 2012)[1]
- Cautires tapahensis Jiruskova & Bocak, 2015[2]
- Cautires tenebricus (Kleine, 1930)[2]
- Cautires testaceus (Pic, 1921)[4]
- Cautires triangularis (Kleine, 1930)[4]
- Cautires turbidus (Waterhouse, 1878)[4]
- Cautires walteri (Bocak, 2012)[1]
- Cautires yunnanus Dudkova et Bocak, 2010[4]